# 현제명
현제명(玄濟明, 1902년 12월 8일~1960년 10월 16일)은 일제강점기, 대한민국의 피아노 연주가, 바이올린 연주가, 테너 성악가, 가곡 작사가, 가곡 작곡가, 편곡가이다.
본관은 연주(延州)이고 아호(雅號)는 현석(玄石)이다.

## 생애
1903년 대구 중구 출신으로 개신교 가정에서 출생하여 어릴 때부터 서양음악에 익숙해질 수 있었다. 대구 계성고등보통학교를 거쳐 평양의 숭실고등보통학교를 졸업한 후 1923년 전주신흥학교의 영어와 음악 교사로 부임하였다. 1926년 미국 시카고 무디성경학교(Moody Bible School)에 입학했다가, 건음악학교(The Gunn School of Music)로 옮겨 음악 공부를 하고 석사학위를 취득했다. 귀국한 뒤에는 연희전문학교 교수로 지내면서 한국의 서양음악계에 많은 영향을 끼쳤다. 1930년 조선음악가협회를 결성하고 초대 이사장에 취임하기도 했다.
일제강점기 말기에 조선총독부의 지원으로 결성된 조선문예회에 참여하여 친일 활동을 시작한 후 대동민우회, 시국대응전선사상보국연맹, 조선음악협회, 경성후생실내악단 등 친일 단체에 연이어 참가했다. 조선음악협회의 음악회에서 친일적인 내용의 성악곡 〈후지산을 바라보며〉를 발표하고 대화숙 주최 ‘국민음악의 밤’과 같은 친일 행사에 참가해 독창을 하거나 국민총력조선연맹의 전국 순회 가창지도대에 참가하는 등, 그의 친일 행적은 음악가들 가운데서 매우 뚜렷한 편이다.
광복 후 한국민주당 소속의 우익 음악인으로 활동하면서 서울대학교에 음악대학을 설치해 예술학부 초대 학부장을 맡았다. 고려교향악단을 창설하고 지휘자로 활동했으며, 창작 오페라를 무대에 올려 오페라 연출자로도 족적을 남겼다. 대한민국예술원의 종신회원을 지냈다.
1960년 10월 16일 서울 중구 신당동 자택에서 향년 57세를 일기로 간경변증으로 세상을 떠났다.

## 소속
- 한국음악가협회 이사장

## 학력
- 경상북도 대구 계성고등보통학교 수료
- 평안남도 평양 숭실고등보통학교 졸업
- 미국 시카고 무디 기독교음악대학교 졸업 (1926년)
- 미국 시카고 건 기독교음악대학교 음악대학원 졸업 (1928년, 음악학 석사)
- 미국 시카고 대학교 대학원 졸업 (1936년, 음악학 박사)

### 명예 박사 학위
- 서울대학교 명예 음악학 박사

## 사후
2002년 발표된 친일파 708인 명단에 포함되었고, 2008년 공개된 민족문제연구소의 친일인명사전 수록예정자 명단, 2009년 친일반민족행위진상규명위원회가 발표한 친일반민족행위 704인 명단에도 선정되었다. 2005년 서울대학교 교내 단체가 발표한 ‘서울대학교 출신 친일인물 1차 12인 명단’에도 들어 있다.
2008년 8월 학술지 ‘한국사 시민강좌’ 하반기호(43호)에서 대한민국 건국 60주년 특집 ‘대한민국을 세운 사람들’  을 선발, 건국의 기초를 다진 32명을 선정할 때 문화, 종교, 언론 부문의 한사람으로 선정되었다.

## 작품

### 가곡
- 《고향생각》 작사·작곡
- 《그집앞》 작곡
- 《나물 캐는 처녀》 작사·작곡
- 《희망의 나라로》작사·작곡

### 오페라
- 《춘향전》작곡
- 《왕자 호동》작곡

### 기타
- 《고창고등학교 교가》 작사·작곡
- 《김천고등학교 교가》 작곡
- 《인하대학교 교가》 작사·작곡
- 《경북대학교 교가》 작곡
- 《명지대학교 교가》 작곡
- 서울대학교 교가 작곡

## 같이 보기
- 경성후생실내악단
- 백낙준 : 사돈

## 참고 자료
- 반민족문제연구소. 〈현제명 : 일제 말 친일음악계의 대부 (노동은)〉. 《친일파 99인 3》. 서울: 돌베개. ISBN 978-89-7199-013-1.